# Lucio Albinio (storia romana)
Lucio Albinio (in latino Lucius Albinius; fl. IV secolo a.C.) è stato un cittadino romano vissuto nella Roma repubblicana, appartenente alla classe dei plebei.

## Biografia
La figura di Lucio Albinio è legata al sacco di Roma, messo in atto dai Galli Senoni condotti da Brenno, una delle pagine più difficili della storia romana, tanto che il 18 luglio, giorno della battaglia persa dai romani presso il fiume Allia, in seguito fu dichiarato giorno "nefasto" del calendario romano.
A Roma, dove era giunta notizia della disfatta, regnava il caos, con i Senatori intenti ad organizzare l'estrema resistenza sul Campidoglio, e i cittadini romani, in preda alla paura e al terrore, che cercavano scampo fuggendo fuori Roma, sul Gianicolo.
(Tito Livio, Ab Urbe condita libri, V, 40)
E in quel frangente i romani si dimostrarono attaccati ai loro Dei e alle loro tradizioni, con il Flamine di Quirino e le Vestali, che cercavano di mettere in salvo quanti più oggetti sacri possibile.
(Tito Livio, Ab Urbe condita libri, V, 40)
In quel frangente si inserisce la figura leggendaria di Lucio Albinio, che seppure in fuga con la propria famiglia, seppure plebeo, mantenne ferma la tradizionale religiosità romana, facendo scendere i propri familiari dal carro, per far posto alle Vestali, e portandoli in salvo fino a Cere.
(Tito Livio, Ab Urbe condita libri, V, 40)